# Spetsnaz (bend)
Spetsnaz je švedski EBM duo osnovan 2001. Članovi:  Stefan Nilsson i Pontus Stålberg. Trenutno jedan od najpopularnijih EBM bendova na europskoj sceni. 
Inspirirani s pionirima electro/EBM scene kao što su DAF, Nitzer Ebb, Front 242, Die Krupss. Osnovani kao reakcija na sve mekšu future pop scenu pokušavši electru vratiti "old school" EBM zvuk u čemu su definitivno i uspjeli. Poznati zvuk energičnih ritmova Spetsnaz su proširili mnogim novim detaljima, tipični puristički elektronički frontalni beatovi su zadržani, no album je obogaćeni pjesmama koji dokazuju ljubav članova benda prema melodijama Depeche Modea.
Ovaj idelani mix power EBMa i zvuka osamdesetih stvorio je izuzetan zvuk.

Album 'Deadpan' (2007.) je objavljen u prvom tiskanju kao LTD DCD (limited double CD), koji na drugom disku donosi 5 novih pjesama, 3 izdanja uživo i jedan remix. 

## Diskografija
- 2002. Choose Your Weapons - Demo
- 2003. Grand Design Re-Designed
- 2004. Perfect Body - MCD
- 2005. Degenerate Ones - MCD
- 2005. Totalitär
- 2006. Hardcore Hooligans
- 2007. Deadpan

## Vanjske poveznice
- Spetsnaz web stranica  Arhivirana inačica izvorne stranice od 12. kolovoza 2004. (Wayback Machine)
- Intervju  Arhivirana inačica izvorne stranice od 10. ožujka 2007. (Wayback Machine)
- Spetsnaz na Myspace